# Huy chương vàng

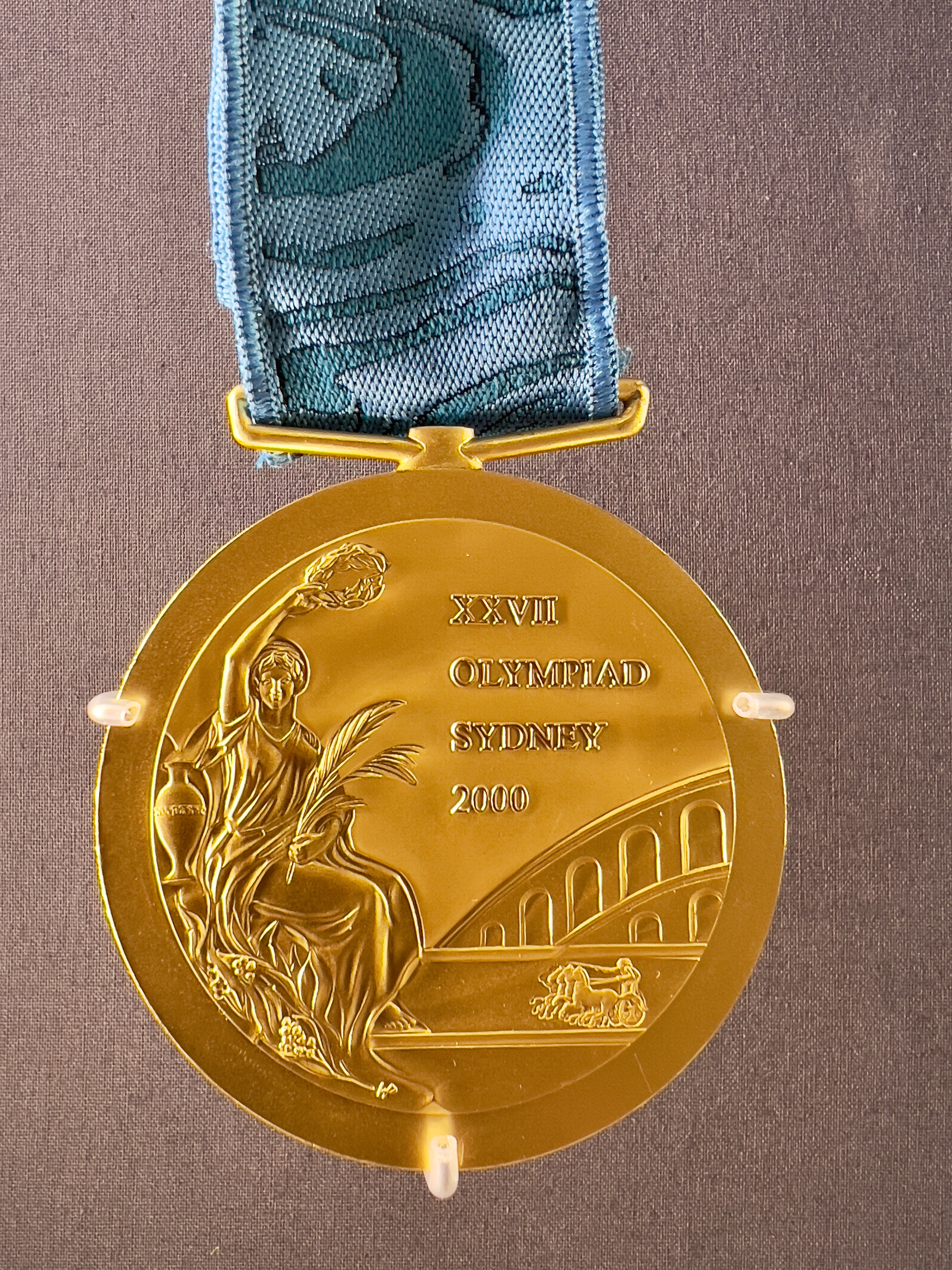
Một tấm huy chương vàng Olympic

Huy chương vàng (Gold medal) là tấm huy chương được trao cho thành tích cao nhất trong lĩnh vực đời sống xã hội (phi quân sự). Tên gọi huy chương vàng (mề đay vàng) bắt nguồn từ việc sử dụng ít nhất một phần vàng ở dạng mạ hoặc hợp kim trong quá trình sản xuất, đúc ra những tấm huy chương (mề đay) này. Huy chương vàng Olympic bắt buộc phải được làm từ ít nhất 92,5% bạc và phải chứa tối thiểu 6 gram vàng. Tất cả các huy chương Olympic phải có đường kính ít nhất 60 mm và dày 3 mm. Huy chương giải Nobel bao gồm 18 karat Electrum được mạ vàng 24 karat, trước năm 1980, chúng được dát bằng vàng 23 karat.

## Lịch sử
Kể từ thế kỷ XVIII, huy chương vàng đã được trao tặng trong lĩnh vực nghệ thuật, chẳng hạn như từ Học viện Mỹ thuật Hoàng gia Đan Mạch, thường là biểu tượng của giải thưởng trao cho một sinh viên xuất sắc. Những người khác chỉ đưa ra uy tín của giải thưởng. Hiện nay, nhiều tổ chức trao huy chương vàng hàng năm hoặc đặc biệt, bao gồm nhiều hiệp hội học thuật khác nhau. Trong khi một số huy chương vàng là vàng nguyên khối, thì những huy chương khác là vàng mạ hoặc mạ vàng, giống như các huy chương của Thế vận hội Olympic, Huy chương Lorentz, Huy chương Vàng Quốc hội Hoa Kỳ và huy chương Giải Nobel.  Tại Hoa Kỳ, Quốc hội Hoa Kỳ ban hành một nghị quyết yêu cầu Tổng thống Hoa Kỳ khen thưởng những người sĩ quan chỉ huy có thành tích sẽ nhận được huy chương vàng và sĩ quan của anh ta sẽ nhận được huy chương bạc.
Phong tục trao huy chương vàng, huy chương bạc và huy chương đồng cho ba vận động viên có thành tích cao nhất đầu tiên đã có từ ít nhất là vào thế kỷ XIX, với Hiệp hội vận động viên nghiệp dư quốc gia ở Hoa Kỳ, các bang trao huy chương như vậy sớm nhất là vào năm 1884. Tại Thế vận hội Olympic cổ đại, chỉ có một người chiến thắng trong mỗi sự kiện nhận được giải thưởng, đó là kotinos, một vòng hoa ô liu làm từ lá ô liu dại từ một cây thiêng gần đền thờ thần Zeus ở Olympia. Tại Thế vận hội Mùa hè 1896, người chiến thắng nhận được huy chương bạc và người về thứ hai nhận được huy chương đồng. Tại Thế vận hội Mùa hè 1900, hầu hết người chiến thắng đều nhận được cúp hoặc cúp danh dự thay vì huy chương. Ba Thế vận hội tiếp theo (Thế vận hội Mùa hè 1904, Thế vận hội Mùa hè 1908, Thế vận hội Mùa hè 1912) thì ban tổ chức đã trao cho người chiến thắng huy chương vàng , nhưng bản thân số huy chương này nhỏ hơn. Việc sử dụng vàng nhanh chóng giảm sút khi bắt đầu Chiến tranh thế giới thứ nhất và cũng với sự bắt đầu của Chiến tranh thế giới thứ hai. Đối với các huy chương Thế vận hội Mùa hè 2008 có đường kính 70mm và dày 6 mm, với mặt trước hiển thị hình chiến thắng có cánh và mặt sau có biểu tượng Thế vận hội Bắc Kinh được bao quanh bằng một vòng tròn ngọc bích bên trong.